# Arzúa
Arzúa là một đô thị Tây Ban Nha ở tỉnh A Coruña, cộng đồng tự trị Galicia. Đô thị này có diện tích 155,89 km², dân số 6.632 (ước 2004), mật độ dân số 42,54 người/km². Arzúa nằm ở độ cao 385 m, cách A Coruña 74 km và cách Madrid. Dân số năm 2007 là 6529. Mã số bưu chính là 15810.

## Demographics
| Biến động dân số Arzúa giai đoạn 1991 và 2004 | Biến động dân số Arzúa giai đoạn 1991 và 2004 | Biến động dân số Arzúa giai đoạn 1991 và 2004 | Biến động dân số Arzúa giai đoạn 1991 và 2004 |
| --------------------------------------------- | --------------------------------------------- | --------------------------------------------- | --------------------------------------------- |
| 2004                                          | 2001                                          | 1996                                          | 1991                                          |
| 6632                                          | 6633                                          | 7014                                          | 7016                                          |